# Роднички (Омская область)
Роднички — посёлок в Тарском районе Омской области России. Входит в состав Ермаковского сельского поселения.

## История
В 1982 году Указом Президиума Верховного Совета РСФСР поселок Льнозавод переименован в Роднички.

## География
Роднички расположены на северо-востоке Омской области, на р. Ермаковка, примыкая к северной окраине села Ермаковка

## Население
| 2002 | 2010 |
| ---- | ---- |
| 55   | ↘52  |

## Инфраструктура
Действовал льнозавод.

## Транспорт
Автодороги в Ермаковку и Новоермаковку.